# Bobotov kuk
Bobotov kuk je čtvrtá nejvyšší hora Černé Hory a nejvyšší hora černohorského vnitrozemí. Nachází se v pohoří Durmitor, které je součástí Dinárských Alp. Různé zdroje uvádějí výšku 2522 m nebo 2523 m. Skládá se zejména z vápenců a sedimentů, ve kterých se nacházejí četné krasové útvary.